# Élections régionales de 2011 en Rhénanie-Palatinat
Les élections régionales de 2011 en Rhénanie-Palatinat (en allemand : Landtagswahl in Rheinland-Pfalz 2011) se tiennent le 27 mars 2011, afin d'élire les 101 députés de la 16e législature du Landtag, pour un mandat de cinq ans.
Le scrutin est marqué par la victoire du SPD du ministre-président Kurt Beck, qui devance de justesse la CDU de Julia Klöckner et perd sa majorité absolue, conquise en 2006. Beck assure son maintien au pouvoir en s'associant avec les Grünen.

## Contexte
Lors des élections régionales du 26 mars 2006, le Parti social-démocrate d'Allemagne (SPD), au pouvoir depuis 1991, remporte la majorité absolue des sièges au Landtag avec 53 députés sur 101 et 45,6 % des suffrages exprimés.
L'Union chrétienne-démocrate d'Allemagne (CDU), qui a gouverné le Land entre 1947 et 1991, est donc nettement distancée, totalisant 38 parlementaires et 32,8 % des voix. Seul le Parti libéral-démocrate (FDP) parvient à entrer également au Landtag. Partenaire de coalition du SPD depuis 15 ans, il réunit 8 % des suffrages, ce qui lui accorde les dix mandats restant. L'Alliance 90 / Les Verts (Grünen) subit un revers puisqu'elle perd sa représentation parlementaire avec seulement 4,6 % des voix, tandis que l'Alternative électorale travail et justice sociale (WASG) échoue à en obtenir une en réalisant un score de 2,5 %.
Kurt Beck, ministre-président depuis 1991, assure donc son maintien au pouvoir et forme son quatrième cabinet, constitué et soutenu par le seul Parti social-démocrate. À cette époque, il fait partie des quatre chefs de gouvernement régional à ne pas gouverner en coalition, étant le seul social-démocrate dans ce cas.
Aux élections fédérales du 27 septembre 2009, le SPD s'effondre totalement avec seulement 23,8 % des suffrages. Il est largement distancé par la CDU, qui devient le premier parti du Land avec 35 %, et talonné par le FDP, qui réalise une percée à 16,6 %. Comptant 9,7 % des voix, les Grünen atteignent la quatrième place et devancent de peu Die Linke, successeur de la WASG et qui parvient à réunir 9,4 % des suffrages.

## Mode de scrutin
Le Landtag est constitué de 101 députés (en allemand : Mitglied des Landtags, MdL), élus pour une législature de cinq ans au suffrage universel direct et suivant le scrutin proportionnel de Sainte-Laguë.
Chaque électeur dispose de deux voix : la première (Wahlkreisstimme) lui permet de voter pour un candidat de sa circonscription selon les modalités du scrutin uninominal majoritaire à un tour, le Land comptant un total de 51 circonscriptions ; la seconde voix (Landesstimme) lui permet de voter en faveur d'une liste de candidats présentée par un parti au niveau du Land.
Lors du dépouillement, l'intégralité des 101 sièges est répartie proportionnellement aux secondes voix entre les partis ayant remporté au moins 5 % des suffrages exprimés au niveau du Land. Si un parti a remporté des mandats au scrutin uninominal, ses sièges sont d'abord pourvus par ceux-ci.
Dans le cas où un parti obtient plus de mandats au scrutin uninominal que la proportionnelle ne lui en attribue, il conserve ces mandats supplémentaires et la taille du Landtag est augmentée par des mandats complémentaires distribués aux autres partis pour rétablir une composition proportionnelle aux secondes voix.

## Campagne

### Principaux partis et chefs de file
| Parti | Parti                                                                              | Idéologie                                                                   | Chef de file                   | Résultats de 2006          |
| ----- | ---------------------------------------------------------------------------------- | --------------------------------------------------------------------------- | ------------------------------ | -------------------------- |
|       | Parti social-démocrate d'Allemagne Sozialdemokratische Partei Deutschlands         | Centre gauche Social-démocratie, troisième voie, progressisme               | Kurt Beck (Ministre-président) | 45,6 % des voix 53 députés |
|       | Union chrétienne-démocrate d'Allemagne Christlich Demokratische Union Deutschlands | Centre droit Démocratie chrétienne, libéral-conservatisme                   | Julia Klöckner                 | 32,8 % des voix 38 députés |
|       | Parti libéral-démocrate Freie Demokratische Partei                                 | Centre droit à droite Libéralisme, libéralisme économique                   | Herbert Mertin                 | 8,0 % des voix 10 députés  |
|       | Alliance 90 / Les Verts Bündnis 90/Die Grünen                                      | Centre gauche Écologie politique, progressisme                              | Eveline Lemke et Daniel Köbler | 4,6 % des voix 0 député    |
|       | Die Linke La Gauche                                                                | Extrême gauche à gauche Socialisme démocratique, anticapitalisme, populisme | Robert Drumm et Tanja Krauth   | 2,6 % des voix 0 député    |

### Sondages
| Institut            | Date       | CDU    | SPD    | Verts  | FDP   | Linke |
| ------------------- | ---------- | ------ | ------ | ------ | ----- | ----- |
| Institut            | Date       |        |        |        |       |       |
| Emnid               | 25/03/2011 | 35,0 % | 38,0 % | 13,0 % | 5,0 % | 4,0 % |
| Emnid               | 20/03/2011 | 34,0 % | 37,0 % | 14,0 % | 6,0 % | 4,0 % |
| Infratest           | 17/03/2011 | 36,0 % | 36,0 % | 13,0 % | 5,0 % | 4,0 % |
| Emnid               | 12/03/2011 | 34,0 % | 39,0 % | 10,0 % | 6,0 % | 5,0 % |
| Emnid               | 04/03/2011 | 34,0 % | 40,0 % | 11,0 % | 5,0 % | 5,0 % |
| Emnid               | 27/02/2011 | 36,0 % | 38,0 % | 12,0 % | 5,0 % | 5,0 % |
| Emnid               | 20/02/2011 | 35,0 % | 38,0 % | 12,0 % | 5,0 % | 5,0 % |
| Emnid               | 13/02/2011 | 34,0 % | 40,0 % | 13,0 % | 4,0 % | 5,0 % |
| Emnid               | 06/02/2011 | 36,0 % | 38,0 % | 13,0 % | 4,0 % | 5,0 % |
| FgW                 | 04/02/2011 | 35,0 % | 37,0 % | 13,0 % | 5,0 % | 4,0 % |
| Infratest           | 27/01/2011 | 37,0 % | 37,0 % | 13,0 % | 5,0 % | 5,0 % |
| Emnid               | 19/12/2010 | 37,0 % | 39,0 % | 11,0 % | 4,0 % | 4,0 % |
| Psephos             | 14/12/2010 | 35,0 % | 41,0 % | 10,0 % | 5,0 % | 5,0 % |
| Infratest           | 09/12/2010 | 35,0 % | 35,0 % | 16,0 % | 5,0 % | 5,0 % |
| Infratest           | 23/09/2010 | 34,0 % | 36,0 % | 16,0 % | 4,0 % | 5,0 % |
| Dernières élections | 26/03/2006 | 32,8 % | 45,6 % | 4,6 %  | 8,0 % | 2,5 % |

## Résultats

### Voix et sièges
|                          |                                               |                                               |                  |                  |                  |                  |           |       |        |              |               |  |  |  |
| Partis                   | Partis                                        | Partis                                        | Circonscriptions | Circonscriptions | Circonscriptions | Circonscriptions | Liste     | Liste | Liste  | Total sièges | +/-           |  |  |  |
| Partis                   | Partis                                        | Partis                                        | Votes            | %                | Sièges           | +/−              | Votes     | %     | Sièges | Total sièges | +/-           |  |  |  |
|                          | Parti social-démocrate d'Allemagne (SPD)      | Parti social-démocrate d'Allemagne (SPD)      | 699 572          | 37,71            | 23               | 10               | 666 817   | 35,69 | 19     | 42           | 11            |  |  |  |
|                          | Union chrétienne-démocrate d'Allemagne (CDU)  | Union chrétienne-démocrate d'Allemagne (CDU)  | 684 065          | 36,87            | 28               | 10               | 658 474   | 35,25 | 13     | 41           | 3             |  |  |  |
|                          | Alliance 90 / Les Verts (Grünen)              | Alliance 90 / Les Verts (Grünen)              | 263 703          | 14,21            | 0                | en stagnation    | 288 489   | 15,44 | 18     | 18           | 18            |  |  |  |
|                          | Parti libéral-démocrate (FDP)                 | Parti libéral-démocrate (FDP)                 | 82 340           | 4,44             | 0                | en stagnation    | 79 343    | 4,25  | 0      | 0            | 10            |  |  |  |
|                          | Die Linke (Linke)                             | Die Linke (Linke)                             | 60 044           | 3,24             | 0                | en stagnation    | 56 054    | 3,00  | 0      | 0            | en stagnation |  |  |  |
|                          | Électeurs libres (FW)                         | Électeurs libres (FW)                         | 35 360           | 1,91             | 0                | en stagnation    | 43 348    | 2,32  | 0      | 0            | en stagnation |  |  |  |
|                          | Parti des pirates (PIRATEN)                   | Parti des pirates (PIRATEN)                   | 8 806            | 0,47             | 0                | en stagnation    | 29 319    | 1,57  | 0      | 0            | en stagnation |  |  |  |
|                          | Parti national-démocrate d'Allemagne (NPD)    | Parti national-démocrate d'Allemagne (NPD)    | 7 282            | 0,39             | 0                | en stagnation    | 20 586    | 1,10  | 0      | 0            | en stagnation |  |  |  |
|                          | Les Républicains (REP)                        | Les Républicains (REP)                        | 7 646            | 0,41             | 0                | en stagnation    | 15 600    | 0,84  | 0      | 0            | en stagnation |  |  |  |
|                          | Parti écologiste-démocrate (ÖDP)              | Parti écologiste-démocrate (ÖDP)              | 4 706            | 0,25             | 0                | en stagnation    | 6 997     | 0,37  | 0      | 0            | en stagnation |  |  |  |
|                          | Parti démocratique allemand (DDP)             | Parti démocratique allemand (DDP)             | 0                | 0,00             | 0                | en stagnation    | 1 656     | 0,09  | 0      | 0            | en stagnation |  |  |  |
|                          | Mouvement des droits civils Solidarité (BüSo) | Mouvement des droits civils Solidarité (BüSo) | 183              | 0,01             | 0                | en stagnation    | 1 504     | 0,08  | 0      | 0            | en stagnation |  |  |  |
|                          | Autres                                        | Autres                                        | 1 425            | 0,08             | 0                | en stagnation    | 0         | 0,00  | 0      | 0            | en stagnation |  |  |  |
|                          |                                               |                                               |                  |                  |                  |                  |           |       |        |              |               |  |  |  |
| Votes valides            | Votes valides                                 | Votes valides                                 | 1 855 136        | 97,19            |                  |                  | 1 868 187 | 97,88 |        |              |               |  |  |  |
| Votes blancs et nuls     | Votes blancs et nuls                          | Votes blancs et nuls                          | 53 598           | 2,81             | 40 547           | 2,12             |           |       |        |              |               |  |  |  |
| Total                    | Total                                         | Total                                         | 1 908 734        | 100              | 51               | en stagnation    | 1 908 734 | 100   | 50     | 101          | en stagnation |  |  |  |
| Abstentions              | Abstentions                                   | Abstentions                                   | 1 179 465        | 38,19            |                  |                  | 1 179 465 | 38,19 |        |              |               |  |  |  |
| Inscrits / participation | Inscrits / participation                      | Inscrits / participation                      | 3 088 199        | 61,81            | 3 088 199        | 61,81            |           |       |        |              |               |  |  |  |

### Analyse
En recul de près de dix points, le SPD du ministre-président Kurt Beck connaît un fort désaveu. Il perd ainsi la majorité absolue qu'il avait acquise en 2006 après 15 ans de « coalition sociale-libérale ». S'il sauve sa place de première force politique du Land avec à peine 8 400 voix d'avance, il est battu en nombre de circonscriptions.
Ce revers ne fait pas le jeu des partis situés au centre droit. Alors que la CDU de l'ancienne secrétaire d'État parlementaire fédérale Julia Klöckner progresse de seulement trois députés, le FDP tombe sous la barre des 5 % et quitte donc le Landtag où il siège depuis 25 ans. Le succès notable du scrutin provient du score des Grünen, qui triplent leur résultat de 2006 et font un retour triomphal au sein de l'assemblée parlementaire avec plus de 15 % des suffrages exprimés, signant leur quatrième meilleur score dans une élection parlementaire.

### Conséquences
Le 18 mai 2011, Kurt Beck est investi ministre-président de Rhénanie-Palatinat et forme son cinquième cabinet, constitué et soutenu par une « coalition rouge-verte ». 